# Pavel Padrnos
Pavel Padrnos (født 17. december 1970 i Petrovice, nær Třebíč, Tjekkiet) er en tidligere tjekkisk landevejscykelrytter, som cyklede for Discovery Channel Pro Cycling Team i perioden 2002-2007.